# Liste des gares de Champagne-Ardenne
La liste des gares de Champagne-Ardenne, est une liste des gares ferroviaires, haltes ou arrêts, situées en Champagne-Ardenne. Cette liste a vocation à être exhaustive pour les gares ouvertes au service voyageurs mais ne mentionne que les articles existants pour les gares fermées.

## Gares ferroviaires des lignes du réseau national

### Gares ouvertes au trafic voyageurs
Cette liste concerne les gares ou haltes de la SNCF, situées sur le territoire de la région Champagne-Ardenne. Elles sont majoritairement référencées sur le site internet SNCF TER Champagne-Ardenne. Quelques différences existent du fait que ce site ajoute quelques gares situées dans des départements limitrophes.
- Gare d'Amagne - Lucquy
- Gare d'Anchamps
- Gare d'Aubrives
- Gare d'Avenay
- Gare d'Ay
- Gare de Bar-sur-Aube
- Gare de Bayard
- Gare de Bazancourt
- Gare de Bogny-sur-Meuse
- Gare de Bologne (France)
- Gare de Bouy
- Gare de Breuil - Romain
- Gare de Carignan
- Gare de Châlons-en-Champagne
- Gare de Champagne-Ardenne - TGV
- Gare de Charleville-Mézières
- Gare de Chaumont
- Gare de Chevillon
- Gare de Courcy - Brimont
- Gare de Culmont - Chalindrey
- Gare de Deville
- Gare de Donchery
- Gare de Donjeux
- Gare de Dormans
- Gare d'Épernay
- Gare d'Eurville
- Gare de Fépin
- Gare de Fismes
- Gare de Froncles
- Gare de Fronville
- Gare de Fumay
- Gare de Germaine
- Gare de Givet
- Gare de Gudmont
- Gare d'Haybes
- Gare de Joigny-sur-Meuse
- Gare de Joinville
- Gare de Jonchery-sur-Vesle
- Gare de Laifour
- Gare de Langres
- Gare de Loivre
- Gare de Lumes
- Gare de Magneux - Courlandon
- Gare de Merrey
- Gare de Mohon
- Gare de Montbré
- Gare de Monthermé
- Gare de Mourmelon-le-Petit
- Gare de Muizon
- Gare de Nogent-sur-Seine
- Gare de Nouvion-sur-Meuse
- Gare de Nouzonville
- Gare de Poix-Terron
- Gare de Prunay
- Gare de Reims
- Gare de Reims-Franchet d'Esperey
- Gare de Reims-Maison-Blanche
- Gare de Rethel
- Gare de Revin
- Gare de Rilly-la-Montagne
- Gare de Romilly-sur-Seine
- Gare de Saint-Dizier
- Gare de Sedan
- Gare de Sept-Saulx
- Gare de Sillery
- Gare de Saint-Hilaire-au-Temple
- Gare de Suippes
- Gare de Trois-Puits
- Gare de Troyes
- Gare de Val-de-Vesle
- Gare de Vendeuvre
- Gare de Vignory
- Gare de Villiers-en-Lieu
- Gare de Vireux-Molhain
- Gare de Vitry-le-François
- Gare de Vraincourt - Viéville
- Gare de Vrigne-Meuse

### Gares fermées au trafic voyageurs et ouvertes au trafic fret
- Gare d'Esternay
- Gare de Sézanne

### Gares fermées à tous trafics
- Gare de Barbonne-Fayel
- Gare de Blesme - Haussignémont
- Gare de Liart
- Gare de Nesle-la-Reposte
- Gare de Sainte-Menehould